# Частичный агонист

Агонисты

Частичный агонист в присутствии полного агониста или более сильного частичного агониста блокирует связывание молекулы агониста с рецептором, ингибируя сигнал от взаимодействия рецептор — агонист

Кривые зависимости «доза-эффект» для полного агониста, частичного агониста, нейтрального антагониста и обратного агониста

В фармакологии термин части́чные агони́сты (также употребителен термин «парциа́льные агонисты», partial agonist) применяется по отношению к лекарствам и химическим соединениям, которые являются лигандами для конкретного подтипа клеточных рецепторов (то есть связываются с ними) и способны активировать рецептор, то есть переводить его в активную пространственную конфигурацию (проявлять агонистические свойства), но с меньшей вероятностью (меньшей рецепторной эффективностью), чем эндогенный агонист тех же рецепторов, рецепторная эффективность которого принимается за 100 % и который рассматривается, таким образом, как истинный полный агонист. Другими словами, внутренняя агонистическая активность частичного агониста (синоним его «рецепторной эффективности») по определению всегда больше 0 % (иначе он был бы «нейтральным антагонистом»), но меньше 100 % (иначе он был бы «полным агонистом»).
На практике внутренняя агонистическая активность веществ, обычно рассматриваемых в качестве «частичных агонистов», как правило, выше 10—20 %, но ниже 70—80 %, поскольку «слабые» частичные агонисты (с внутренней агонистической активностью, меньшей 10—20 %) и в эксперименте, и в клинической практике обычно трудно отличимы от «истинных» нейтральных антагонистов (имеющих строго нулевую внутреннюю агонистическую активность), а «сильные» частичные агонисты (с внутренней агонистической активностью, большей 70—90 %) трудно отличимы от «истинных» полных агонистов (имеющих внутреннюю агонистическую активность, строго равную 100 %). Более того, существует, на самом деле, очень мало «истинных» нейтральных антагонистов (со строго равной нулю внутренней агонистической активностью) — большинство из них являются либо слабыми и очень слабыми частичными агонистами, либо обратными агонистами. Точно так же существует очень мало «истинных» полных агонистов (кроме эндогенного агониста, который по определению принимается за 100 %) — большинство из них являются просто сильными или очень сильными частичными агонистами. Более того, даже если в эксперименте для некоего соединения получено значение внутренней агонистической активности, строго равное 0 % или 100 %, то это вовсе не значит, что это соединение действительно является «истинным нейтральным антагонистом» или «истинным полным агонистом» — это всего лишь значит, что разница между измеренным значением и 0 % или 100 % меньше погрешности метода измерения. Таким образом, с формально-математической точки зрения, частичные агонисты являются наиболее распространённым типом экзогенных лигандов, причём в зависимости от величины внутренней агонистической активности они могут клинически рассматриваться и применяться либо в качестве квази-«антагонистов» (слабые частичные агонисты с внутренней агонистической активностью менее 10-20 % от активности эндогенного лиганда), либо в качестве квази-«полных агонистов» (сильные частичные агонисты с внутренней агонистической активностью выше 70-90 % от активности эндогенного лиганда), либо в качестве «частичных агонистов» (при промежуточных значениях внутренней агонистической активности).
Частичные агонисты также могут рассматриваться как лиганды, которые проявляют как агонистические, так и антагонистические свойства в зависимости от конкретной клинической или экспериментальной ситуации, или, иначе говоря, как «смешанные агонисты-антагонисты». А именно, когда в биологической системе присутствуют одновременно частичный агонист и полный агонист (например, эндогенный агонист) или просто более сильный частичный агонист одних и тех же рецепторов, то «более слабый» частичный агонист, на самом деле, проявляет свойства конкурентного антагониста этих рецепторов, конкурируя с «более сильным» частичным агонистом или с полным агонистом (в том числе эндогенным лигандом) за занятость рецепторов и вызывая, таким образом, общее снижение уровня активности рецепторной системы по сравнению с присутствием одного лишь только полного агониста или «более сильного» частичного агониста в той же концентрации. Клиническая польза и эффективность частичных агонистов определяются тем, что они могут одновременно и активировать рецепторные системы при недостаточном уровне их стимуляции (низком уровне эндогенного полного агониста) до некоего желаемого «субмаксимального» уровня (который ниже, чем при применении полного агониста), и предотвращать чрезмерную, избыточную и вредную гиперстимуляцию рецепторов, наступающую при чрезмерно высоком уровне эндогенного агониста. Способность частичных агонистов действовать как конкурентные антагонисты в присутствии полного агониста (в том числе эндогенного лиганда) или в присутствии «более сильного» частичного агониста весьма важна для клинической практики. Так, например, способность налоксона (являющегося на самом деле не истинным антагонистом, а весьма и весьма слабым частичным агонистом опиоидных рецепторов — настолько слабым, что его частичная агонистическая активность никакого клинического значения не имеет и его традиционно относят к опиоидным антагонистам) снимать проявления опиоидной интоксикации основана именно на этом свойстве. Не менее важна для клинической практики способность сильных частичных агонистов (с рецепторной эффективностью 80-90 % и выше) действовать практически неотличимо от «истинных» полных агонистов. Так, например, прессорное вещество фенилэфрин (мезатон), являющееся структурным аналогом норадреналина, является на самом деле весьма сильным, «почти полным» частичным агонистом α-адренорецепторов, а не «истинным» полным агонистом. Но это отличие настолько мало, что оно не имеет клинического значения и позволяет применять фенилэфрин в качестве «почти полного агониста», прессорного вещества для купирования гипотензии, вместо короткодействующего и неудобного для применения норадреналина. Аналогичным образом сальбутамол является сильным, «почти полным» частичным агонистом β-адренорецепторов, настолько сильным, что клинически его действие на бронхи неотличимо от действия адреналина, что и позволяет его применять в качестве бронходилататора.
Другие важные примеры лекарств, являющихся частичными агонистами тех или иных рецепторов (причём в истинном, «сбалансированном» смысле — не в смысле подобия вышеприведённым крайним примерам с налоксоном и с фенилэфрином и сальбутамолом), включают в себя небензодиазепиновый анксиолитик буспирон, атипичный антипсихотик арипипразол, частичный агонист опиоидных рецепторов наркотический анальгетик бупренорфин, метаболит клозапина норклозапин. Имеются также примеры лигандов, активирующих рецептор PPARγ именно как частичные агонисты — хонокиол и фалкариндиол.